# Life's Not Life
Life’s Not Life is de achtste single van The Moody Blues (The verviel later pas).
Ondanks dat de Moodies al bezig waren in hun nieuwe samenstelling kwam er toch nog een single uit met de oude; de laatste met Denny Laine en Clint Warwick. Life’s Not Life werd geschreven door de tandem Mike Pinder en Laine. Het lied, dat gaat over dat het leven na een verloren liefde niet meer hetzelfde is, haalde de hitparade in Nederland niet; ook niet in Engeland en de Verenigde Staten. Opvallend in de muziek is het instrumentale tussenspel, waarin de door Ray Thomas bespeelde fluit de hoofdrol heeft.
B-kant was He Can Win, eveneens van Pinder en Laine. Het thema "Liefde kan de man sterker maken" is ook als vanouds.
Life's Not Life en He Can Win stonden geen van beide op een elpee. Ze werden bijgeperst toen The Magnificent Moodies een heruitgave beleefde in 1988. Ze verschenen ook op het verzamelalbum voor de Nederlandse markt: On Boulevard de la Madeleine.